# Rafnia virens
Rafnia virens är en ärtväxtart som beskrevs av Ernst Meyer. Rafnia virens ingår i släktet Rafnia och familjen ärtväxter. Inga underarter finns listade i Catalogue of Life.